# بدیبا
بدیبا (به عربی: بديبا) یک منطقهٔ مسکونی در لبنان است که در شهرستان کوره واقع شده‌است.
 بدیبا ۱٫۸۷ کیلومتر مربع مساحت و ۱٬۲۰۰ نفر جمعیت دارد و ۲۹۰ متر بالاتر از سطح دریا واقع شده‌است.